# Nielegalny handel zwierzętami
Nielegalny handel zwierzętami – proceder polegający na chwytaniu rzadkich gatunków dzikich zwierząt i sprzedaży ich, zwykle jako zwierząt domowych. Najczęstszy w Ameryce Południowej i środkowej Afryce.
Zwierzętami najczęściej odławianymi są ptaki, gady, ryby oraz małpy. Zwierzęta chwyta miejscowa ludność i następnie sprzedaje hurtownikom.

## Najczęstsze metody połowu
- Ptaki chwyta się w sieci lub za pomocą kleju na gałęziach.
- Gady są chwytane w wiklinowe kosze lub druciane pułapki z przynętą, często nasączoną środkiem uspokajającym.
- Aby schwytać małą małpę, łowca musi zabić jej matkę, czasem całą rodzinę.

## Transport
Schwytane zwierzęta są następnie transportowane do sklepów, często odległych o tysiące kilometrów. Przebywają tę podróż ściśnięte, bez wody i jedzenia, ptakom są zaklejane dzioby i krępowane skrzydła, aby nie robiły hałasu na granicach. 70-90% zwierząt nie przeżywa transportu.

## Akcje przeciw handlowi zwierząt
W 1975 weszła w życie konwencja CITES zakazująca handlu dzikimi zwierzętami. Dotychczas podpisało ją ponad sto państw. Prawo można obejść fałszując dokumenty o pochodzeniu zwierząt (handel okazami urodzonymi w niewoli jest legalny).

## Zagrożenia jakie niesie ze sobą nielegalny handel zwierzętami
Głównym zagrożeniem jest zmniejszanie populacji zwierząt, co może doprowadzić do ich wyginięcia. Poza tym zwierzęta skazywane są na cierpienia zarówno podczas podróży, jak i w dalszym życiu (szanse na to, że małpka znajdzie właściciela umiejącego zaspokoić jej potrzeby są nikłe). Zagrożeniem jest także to, że zwierzęta mogą przenosić choroby zakaźne i pasożyty (przed oddaniem do sklepu nikt ich nie bada).